# Landolphia reticulata
Landolphia reticulata là một loài thực vật có hoa trong họ La bố ma. Loài này được Hallier f. mô tả khoa học đầu tiên năm 1899.